# Consiglio Principe e Sovrano
Il Consiglio Principe e Sovrano dei LX era il parlamento monocamerale della Repubblica di San Marino; il termine indicava il Consiglio Grande e Generale nel periodo dal 1862 al 1906, e nuovamente durante il periodo fascista dal 1923 al 1943, dopo che il Consiglio Grande e Generale era stato sciolto con il decreto reggenziale 27 gennaio 1923 nº 2, quando la maggioranza dei componenti antifascisti lasciò o fu costretta a lasciare il Consiglio stesso.
Venne sciolto con il decreto del 28 luglio 1943 nº 25 dai Capitani Reggenti Marino Michelotti e Bartolomeo Manzoni Borghesi. I suoi 60 membri erano tutti del Partito Fascista Sammarinese.